# Winyates
Winyates – dzielnica miasta Redditch, w Anglii, w Worcestershire, w dystrykcie Redditch. W 2011 miejscowość liczyła 8431 mieszkańców.